# Kostiantyn Olszanśkyj
Kostiantyn Olszanśkyj (ukr. Костянтин Ольшанський) − duży okręt desantowy projektu 775/I (w kodzie NATO: Ropucha-I) Marynarki Wojennej Ukrainy. Początkowo służył we Flocie Czarnomorskiej marynarki wojennej ZSRR, a następnie Rosji pod oznaczeniem BDK-56 i nazwą Konstantin Olszanskij, następnie przekazany Ukrainie. Nosił numer burtowy U402. W marcu 2014 r. został zagarnięty przez siły rosyjskie podczas kryzysu krymskiego, po czym nie był wykorzystywany.

## Budowa
Okręt BDK-56 został zbudowany w 1985 roku w Stoczni Północnej w Gdańsku jako 21. z serii dużych okrętów desantowych projektu 775, zaprojektowanych w Polsce i budowanych na zamówienie marynarki ZSRR. Należał do drugiej odmiany tego projektu (775/II). W kodzie NATO typ ten był oznaczany jako Ropucha. Nosił numer budowy 21 w ramach okrętów projektu 775.

## Skrócona charakterystyka

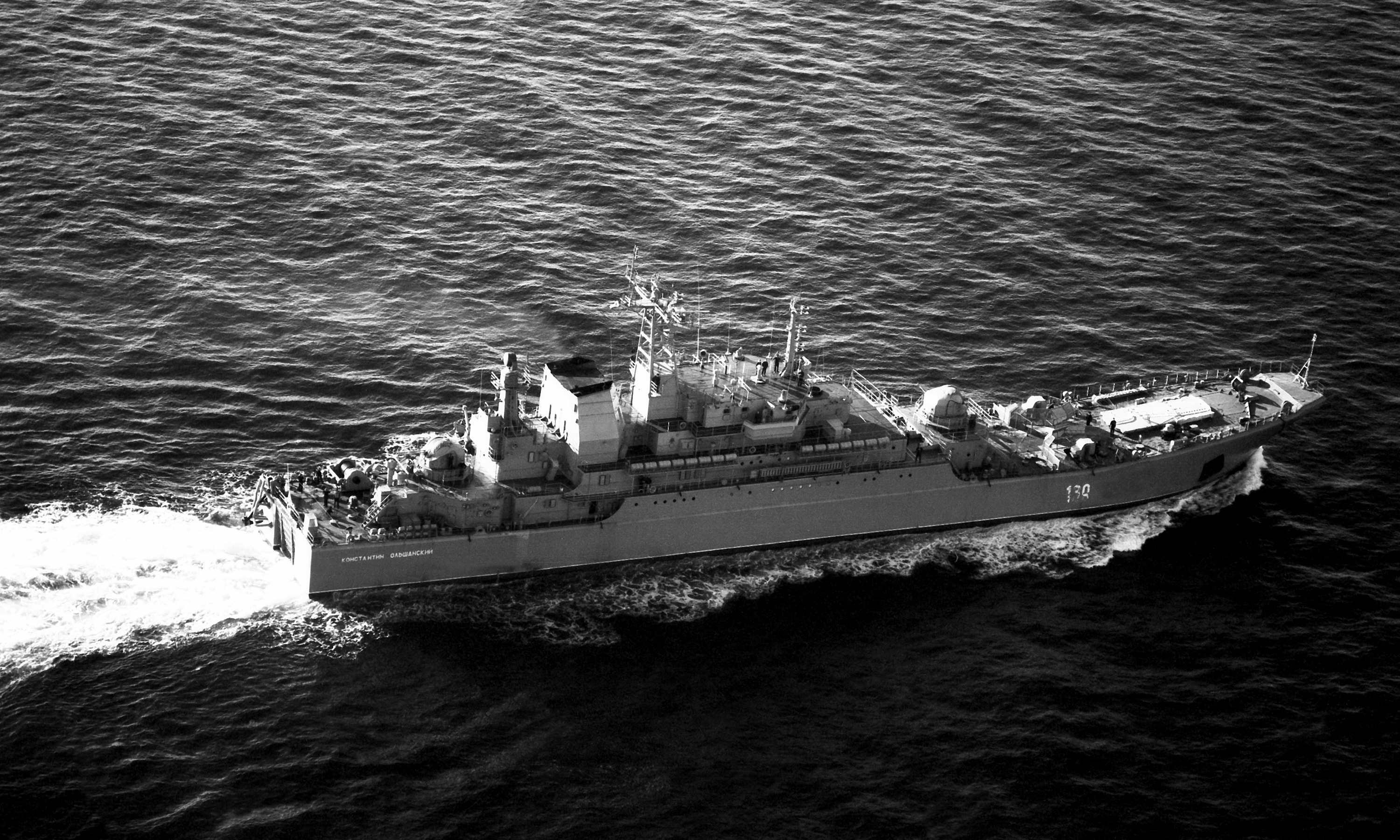
"Konstantin Olszanskij" w 1990 roku

Okręty desantowe projektu 775 dysponują przelotową ładownią, dostępną przez rampę dziobową i rufową, o długości 95 m, szerokości od 4,5 do 6,5 m i wysokości 4,5 m. Na dziobie jest otwierana furta i opuszczana pochylnia; w celu rozładunku okręty mogą wpływać na plażę. Jednostki mogą transportować do 13 czołgów lub transporterów opancerzonych albo 20 ciężarówek i w obu wariantach 150 żołnierzy. Załoga liczy 87 osób, w tym 8 oficerów.
Wyporność okrętu niezaładowanego wynosi 2900 ton (czasem podawana jako standardowa), a pełna – 4400 ton. Inne źródła podają wyporność 3450/4080 t. Długość całkowita wynosi 112,5 m, a na linii wodnej 105 m, szerokość wynosi 15 m, a zanurzenie maksymalne 3,7 m.
Uzbrojenie artyleryjskie okrętów projektu 775/II stanowią cztery armaty uniwersalne kalibru 57 mm w dwóch wieżach (po dwa działa) AK-725, umieszczonych przed i za nadbudówką i kierowanych radarem artyleryjskim Bars. Zapas amunicji wynosi 2200 nabojów 57 mm. Ponadto mają do samoobrony dwie poczwórne wyrzutnie pocisków przeciwlotniczych bardzo bliskiego zasięgu Strieła-3, samonaprowadzających się na podczerwień z zapasem 32 pocisków. „Konstantin Olszanskij” zaliczał się do okrętów późnej budowy, uzbrojonych dla potrzeb wsparcia desantu w dwie dwudziestoprowadnicowe wyrzutnie niekierowanych pocisków rakietowych kalibru 122 mm Grad-M ze 160 pociskami.
W skład wyposażenia radioelektronicznego jednostek projektu 775/II wchodziła przede wszystkim stacja radiolokacyjna wykrywania nawodnego i powietrznego MR-302 Rubka. Do kierowania ogniem artylerii służy radar Bars na kolumnie za kominami na rufie. Wyposażenie uzupełnia radar nawigacyjny Don. Okręty ponadto wyposażone są w dwie szesnastoprowadnicowe wyrzutnie celów pozornych PK-16 kalibru 82 mm służące do walki elektronicznej.
Napęd stanowią dwa silniki wysokoprężne 16 ZVB 40/48 o łącznej mocy 19 200 KM poruszające dwie śruby. Prędkość maksymalna wynosi 17,5 węzła. Zasięg wynosi 3500 Mm przy prędkości 16 węzłów i 6000 Mm przy prędkości 12,5 węzła.

## Służba

### W ZSRR i WNP
Okręt wszedł do służby w radzieckiej Flocie Czarnomorskiej pod oznaczeniem BDK-56 (БДК, czyli Большой Десантный Корабль - duży okręt desantowy). Wchodził w skład 318. dywizjonu okrętów desantowych 39. Dywizji Morskich Sił Desantowych Floty Czarnomorskiej, stacjonującej w bazie na jeziorze Donuzław. Jako jeden z pierwszych okrętów tego typu otrzymał imię własne: „Konstantin Olszanskij” (ros. Константин Ольшанский) na cześć Bohatera Związku Radzieckiego, porucznika piechoty morskiej, który zginął 27 marca 1944 w walkach o Mikołajów, dowodząc kompanią desantu (Ukraińca).
Po rozpadzie ZSRR w grudniu 1991 roku status Floty Czarnomorskiej był niejasny i wchodziła ona początkowo w skład Sił Zbrojnych Wspólnoty Niepodległych Państw. Na początku lat 90. wraz z innymi okrętami brał udział w ewakuacji uchodźców ze strefy wojny w Abchazji. Po rozformowaniu 39. Dywizji w 1994 roku, został włączony do 30. Dywizji Okrętów Nawodnych. Na mocy uzgodnień międzypaństwowych, 10 stycznia 1996 okręt został wycofany ze składu Floty Czarnomorskiej i przekazany Ukrainie.

### W Ukrainie

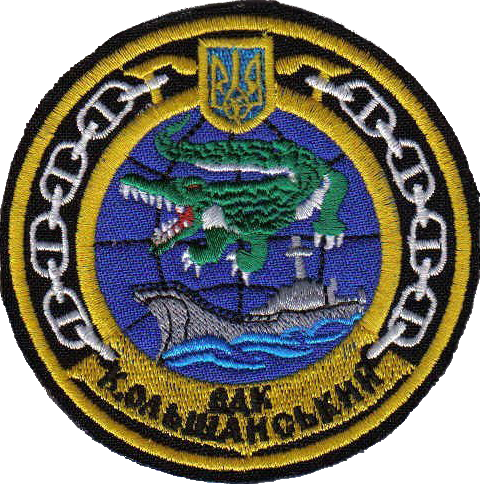

Okręt wszedł do służby w Marynarce Wojennej Ukrainy 27 marca 1996 roku zachowując swoją nazwę, lecz w ukraińskiej pisowni nazwiska: „Kostiantyn Olszanśkyj” (ukr. Костянтин Ольшанський). Otrzymał numer burtowy: U402. Pozostawał w XXI wieku jednym z dwóch okrętów desantowych marynarki ukraińskiej (drugi to mniejszy „Kirowohrad”).
Uczestniczył w licznych ćwiczeniach międzynarodowych, w tym z marynarkami państw NATO i Rosji. Między 28 sierpnia a 18 października 1996 roku okręt odbył rejs transatlantycki do USA wraz z fregatą „Hetman Sahajdaczny”, ćwicząc przy tym na Morzu Śródziemnym z okrętami USA, Grecji, Turcji i Włoch. Następnie między innymi od 26 października a 4 listopada 1998 roku brał udział w ćwiczeniach floty Ukrainy Sea Breeze-98 na Morzu Czarnym, z udziałem sił głównych państw NATO i państw czarnomorskich.

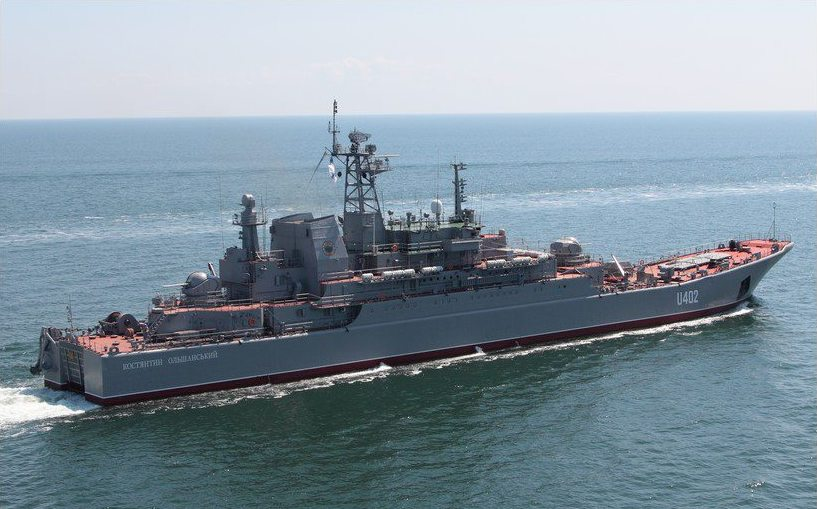
„Kostiantyn Olszanśkyj” podczas ćwiczeń Sea Breeze w 2013

4 kwietnia 2011 roku „Kostiantyn Olszanśkyj” zabrał 193 osoby cywilne z Trypolisu w ogarniętej wojną domową Libii i ewakuował je na Maltę oraz do Sewastopola (85 obywateli Ukrainy oraz 108 osób z 14 innych krajów). 26 maja 2011 roku brał udział we wspólnych ćwiczeniach wysadzania desantu z rosyjskim okrętem „Nikołaj Filiczenkow” w ramach ćwiczeń Farwater Mira-2011. 29 lipca 2012 roku uczestniczył we wspólnej paradzie morskiej Rosji i Ukrainy z okazji Dnia Marynarki w Sewastopolu.
Podczas aneksji Krymu przez Rosję, został 6 marca 2014 r. zablokowany na jeziorze Donuzław przez Rosjan, którzy zablokowali wyjście na morze przez zatopienie starych okrętów. Pozostał pod kontrolą ukraińską jako jeden z dwóch ostatnich okrętów na jeziorze, ze zredukowaną załogą do około 20 marynarzy do 24 marca 2014 r., kiedy został siłą przejęty przez oddział rosyjski w sile ok. 200 ludzi. Nie był używany przez Rosję; w marcu 2020 roku nadal pozostawał pod kontrolą rosyjską odstawiony w Sewastopolu.
Okręt pozostawał dalej w Zatoce Sewastopolskiej, kanibalizowany na części zamienne dla rosyjskich okrętów tego typu. 2 sierpnia 2021 roku pojawiła się informacja, że okręt faktycznie został ponownie włączony w skład Floty Czarnomorskiej, z numerem burtowym zmienionym na 402. W toku inwazji Rosji na Ukrainę miała zostać podjęta decyzja o przywróceniu go do służby rosyjskiej i podjęto trwające rok prace naprawcze, lecz według rzecznika ukraińskiej marynarki były one pozorowane i nie osiągnęły rezultatu. Według niepotwierdzonych oficjalnie informacji agencji TASS, rosyjskie władze rozważały w październiku 2023 roku wykorzystanie nadbudówki „Kostiantyna Olszanśkiego” do odbudowy okrętu tego typu „Minsk”, ciężko uszkodzonego w ukraińskim ataku rakietowym.
26 marca 2024 roku rzecznik marynarki wojennej Ukrainy ogłosił, że Siły Zbrojne Ukrainy ostrzelały okręt stojący w Sewastopolu za pomocą pocisków przeciwokrętowych systemu obrony wybrzeża RK-360MC Neptun, w celu uniemożliwienia wykorzystania go. Według obecnego stanu wiedzy nie można potwierdzić obiektywnie uszkodzeń.